# Жуково (Оренбургская область)
Жу́ково — деревня в Бугурусланском районе Оренбургской области. Входит в состав Пилюгинского сельсовета.

## География
Деревня находится на расстоянии примерно 37 км (по прямой) к югу от города Бугуруслан, административного центра района.

### Часовой пояс
Деревня Жуково, как и вся Оренбургская область, находится в часовой зоне МСК+2. Смещение применяемого времени относительно UTC составляет +5:00.

## История
Основатель деревни — поручик Михаил Гаврилович Жуков, проживавший в Самаре, Казани и Уфе.

## Население
| 2010 |
| ---- |
| 66   |

### Национальный состав
Согласно результатам переписи 2002 года, в национальной структуре населения русские составляли 53 % из 174 чел.